# سیارک ۱۰۶۶۶
سیارک ۱۰۶۶۶ (به انگلیسی: 10666 Feldberg، نامگذاری:4171T-3) ده هزار و ششصد و شصت و ششمین سیارک کشف شده‌است که در ۱۶ اکتبر ۱۹۷۷ کشف شد.
قدر مطلق سیارک برابر ۱۹.۵ است.